# Lado a Lado
Lado a Lado är en brasiliansk såpopera (från åren 2012–2013).

## Medverkande
| Skådespelare        | Roll                 |
| ------------------- | -------------------- |
| Marjorie Estiano    | Laura Assunção       |
| Camila Pitanga      | Isabel Nascimento    |
| Lázaro Ramos        | Zé Maria dos Santos  |
| Thiago Fragoso      | Edgar Vieira         |
| Patrícia Pillar     | Constância Assunção  |
| Werner Schünemann   | Dr. Alberto Assunção |
| Alessandra Negrini  | Catarina Ribeiro     |
| Sheron Menezzes     | Berenice             |
| Maria Padilha       | Diva Celeste         |
| Milton Gonçalves    | Seu Afonso           |
| Isabela Garcia      | Celinha              |
| Tuca Andrada        | Frederico Martins    |
| Maria Clara Gueiros | Neusinha             |
| Caio Blat           | Fernando Vieira      |
| Cássio Gabus Mendes | Bonifácio Vieira     |
| Bia Seidl           | Margarida Vieira     |
| Paulo Betti         | Mário Cavalcante     |
| Klebber Toledo      | Umberto              |
| Daniel Dalcin       | Teodoro              |
| Emílio de Mello     | Caio Guerra          |
| Christiana Guinle   | Carlota Passos       |
| André Arteche       | Luciano              |
| Zezeh Barbosa       | Jurema               |
| Marcello Melo       | Caniço               |
| Claudio Tovar       | Padre Olegário       |
| Susana Ribeiro      | Tereza Praxedes      |
| Guilherme Piva      | Delegado Praxedes    |
| Débora Duarte       | Eulália Praxedes     |
| Priscila Sol        | Sandra Praxedes      |
| Álamo Facó          | Quequé               |
| George Sauma        | Jonas                |
| Rui Ricardo Dias    | Percival             |
| Tião D'Ávila        | Isidoro              |
| Juliane Araújo      | Alice Passos         |
| Romis Ferreira      | Luiz Neto            |
| Laís Vieira         | Etelvina             |
| Jurema Reis         | Gilda                |